# The Scarlet Coat
The Scarlet Coat is een Amerikaanse dramafilm uit 1955 onder regie van John Sturges. De film werd destijds uitgebracht onder de titel De fatale scharlaken mantel.

## Verhaal
Majoor John Boulton moet tijdens de Amerikaanse Onafhankelijkheidsoorlog een spion opsporen. Hij vermomt zich als deserteur en gaat op missie achter de frontlinie in het door de Britten bezette New York.

## Rolverdeling
| Acteur            | Personage                |
| ----------------- | ------------------------ |
| Cornel Wilde      | Majoor John Boulton      |
| Michael Wilding   | Majoor John Andre        |
| George Sanders    | Dr. Jonathan Odell       |
| Anne Francis      | Sally Cameron            |
| Robert Douglas    | Generaal Benedict Arnold |
| John McIntire     | Generaal Robert Howe     |
| Rhys Williams     | Peter Andre              |
| John Dehner       | Nathanael Greene         |
| James Westerfield | Kolonel Jameson          |
| Ashley Cowan      | Mijnheer Brown           |
| Paul Cavanagh     | Henry Clinton            |
| John Alderson     | Mijnheer Durkin          |
| John O'Malley     | Kolonel Winfield         |
| Bobby Driscoll    | Ben Potter               |